# Горбачёв, Алексей Платонович
Алексей Платонович Горбачёв (1929—2004) — советский военачальник, специалист в области гражданской обороны, внесший значительный вклад в развитие и совершенствование систем Гражданской обороны СССР, генерал-лейтенант (1978).

## Биография
- 1949: окончил Московское военно-инженерное училище
- 1950—1952: командир сапёрного взвода, затем сапёрной роты в ГСВГ
- 1952—1954: командир сапёрной роты инженерно-сапёрного полка ЗакВО
- 1959: окончил Военно-инженерную академию имени В. В. Куйбышева
- 1959—1960: заместитель командира отдельного сапёрного батальона танковой дивизии
- 1960—1962: начальник штаба отдельного сапёрного батальона танковой дивизии
- 1962—1963: командир отдельного сапёрного батальона танковой дивизии
- 1963—1966: старший офицер управления начальника инженерных войск в СКВО
- 1966—1967: корпусной инженер армейского корпуса СКВО
- 1969: окончил Военную академию Генштаба
- 1971—1975: начальник инженерных войск СибВО
- 1975—1987: заместитель, 1-й зам. начальника инженерных войск Минобороны СССР, участник боевых действий в Демократической республике Афганистан.
- 1987 — заместитель начальника Гражданской обороны СССР по подготовке народного хозяйства, руководил ОГ ГО СССР по ликвидации последствий аварии на Чернобыльской АЭС (7-8.1987).
- в июне 1989 года уволен в запас